# بابا محمد سنجابی
بابا محمد سنجابی، روستایی از توابع بخش مرکزی شهرستان دلفان در استان لرستان ایران است.

## جمعیت
این روستا در دهستان نورعلی قرار دارد و براساس سرشماری مرکز آمار ایران در سال ۱۳۸۵، جمعیت آن ۲۰۱ نفر (۴۲خانوار) بوده‌است.